# Fistful of Power
Fistful of Power er minaturefigurer skabt af legetøjsselskabet Moose. I figurerne er der stemplet et nummer og en næve som viser, hvor meget power den figur kan give. 
Historien bag er, at den onde krigsherre Xar på planeten Scar har tvunget alle ud i en, stor krig mod hinanden.
Således skal man i spillet opbygge en hær for at besejre sine modstandere – herunder Xar.
Spillereglerne er mange men giver mulighed for, at spilleren selv kan designe sit eget spil med egne regler.